# رنگ مراکز آموزشی در آمریکا

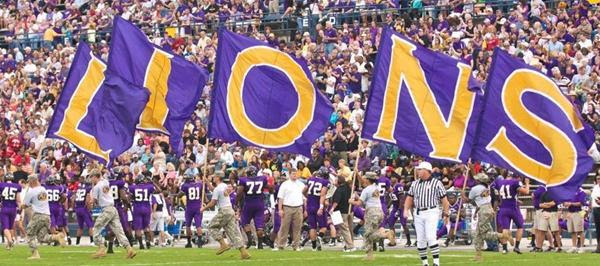
رنگ‌های بنفش و طلاییِ دانشگاه آلابامای شمالی

در ایالات متحده آمریکا، هر مرکز آموزشی نظیر کالج‌ها و دانشگاه‌ها، رنگ یا رنگ‌های مخصوص به خود را دارند که به هنگام شرکت در مراسم مختلف بین مدرسه‌ای یا بین دانشگاهی، به خصوص در مسابقات ورزشی، از آن استفاده می‌کنند. به جهت امکان ایجاد مشابهت میان رنگ‌های اصلی دانشگاه‌های مختلف با یکدیگر در هنگام رویارویی، دانشگاه‌ها یک یا دو رنگ دیگر را به عنوان سایر رنگ‌های خود انتخاب می‌کنند.